# San Javier (Chili)
Pour les articles homonymes, voir San Javier.
San Javier est une ville et une commune du Chili faisant partie de la province de Linares, elle-même rattachée à la région du Maule.

## Géographie
La ville de San Javier est située dans la Vallée Centrale du Chili au centre géographique du Chili à environ 270 kilomètres au sud de la capitale Santiago e à 31 kilomètres au nord-ouest de Linares, le chef-lieu de la province et à 24 kilomètres au sud de Talca, le chef-lieu de la région. La ville se trouve près du confluent du fleuve Maule et de la rivière Loncomilla.
L'autoroute panaméricaine ("Ruta 5 Sur") traverse la commune de San Javier, touchant tangentiellement le côté oriental de la ville. La commune communique avec Colbún, les thermes de Quinamávida et de Panimávida et le barrage et lac artificiel de Colbún au moyen d'un autre bon chemin qui court à l'est, parallèlement au Maule.

## Démographie
La commune de San Javier a environ 44881 habitants en 2012. Soixante pour cent de la population communale est urbaine et 40 % est rurale. De 1992 à 2002, le taux de croissance de la population communale s'est chiffré à 6,2 %. La ville de San Javier compte environ 23 000 habitants (y compris le village de Bobadilla). La superficie de la commune est de 1 313 km².

## Agriculture
La partie orientale du territoire communal se trouve dans la fertile Vallée centrale chilienne, mais la partie occidentale, la plus étendue de la commune, est située dans la Cordillera de la Costa et est plus accidentée, moyennement sèche (mais avec une bonne irrigation) et a un climat favorable. Pour cette raison ce secteur se prête bien aux exigences de la culture de la vigne aussi bien que la culture de céréale. Par conséquent, San Javier a eu un important essor économique lié à la production des vins de qualité. Concernant la topographie vinicole de Chile, San Javier se trouve dans la Vallée du Maule, sub-région de Loncomilla.

## Personnalités nées à San Javier de Loncomilla

Position de San Javier (en rouge) au sein de la région du Maule.

- Eudaldo, peintre (1914-1987)